# Zustandsgleichung von Benedict-Webb-Rubin
Die Zustandsgleichung von Benedict-Webb-Rubin ist eine Zustandsgleichung für reale Gase. Sie ist zur Beschreibung dichter Gase geeignet und stellt einen guten Kompromiss zwischen Einfachheit und Genauigkeit dar.
Sie wurde 1940 von Chemikern der Firma Kellogg entwickelt, darunter Manson Benedict.

## Die ursprüngliche BWR-Gleichung
Sie enthält acht Konstanten {\displaystyle A_{0}}, {\displaystyle B_{0}}, {\displaystyle C_{0}}, {\displaystyle a}, {\displaystyle b}, {\displaystyle c}, {\displaystyle \alpha }, {\displaystyle \gamma }, die für viele Stoffe tabelliert sind, und lautet:
{\displaystyle p=RTV_{\mathrm {m} }^{-1}+\left(B_{0}RT-A_{0}-{\frac {C_{0}}{T^{2}}}\right)V_{\mathrm {m} }^{-2}+\left(bRT-a\right)V_{\mathrm {m} }^{-3}+\alpha aV_{\mathrm {m} }^{-6}+{\frac {c}{T^{2}}}V_{\mathrm {m} }^{-3}\left(1+\gamma V_{\mathrm {m} }^{-2}\right)\exp \left(-\gamma V_{\mathrm {m} }^{-2}\right)}

## Die BWRS-Gleichung
Professor Kenneth Starling von der Universität Oklahoma modifizierte die BWR-Gleichung; die resultierende BWRS-Gleichung enthält zusätzlich die drei  Konstanten {\displaystyle D_{0}}, {\displaystyle E_{0}} und {\displaystyle d}.
{\displaystyle {\begin{aligned}p=&RTV_{\mathrm {m} }^{-1}+\left(B_{0}RT-A_{0}-{\frac {C_{0}}{T^{2}}}+{\frac {D_{0}}{T^{3}}}-{\frac {E_{0}}{T^{4}}}\right)V_{\mathrm {m} }^{-2}+\left(bRT-a-{\frac {d}{T}}\right)V_{\mathrm {m} }^{-3}+\left(a+{\frac {d}{T}}\right)\alpha V_{\mathrm {m} }^{-6}+\\&+{\frac {c}{T^{2}}}V_{\mathrm {m} }^{-3}\left(1+\gamma V_{\mathrm {m} }^{-2}\right)\exp \left(-\gamma V_{\mathrm {m} }^{-2}\right)\end{aligned}}}
Die einzelnen Formelzeichen stehen für folgende Größen:
- {\displaystyle V_{\mathrm {m} }} – molares Volumen
- {\displaystyle T} – Temperatur
- {\displaystyle p} – Druck
- {\displaystyle R} – universelle Gaskonstante